# Mother Wore Tights
Mother Wore Tights (titulada Y los años pasaron en México, y Siempre en tus brazos en Argentina y en España) es una película musical de 1947 protagonizada por Betty Grable y Dan Dailey, que interpretaban a un matrimonio de bailarines de vodevil.
Esta película fue la primera aparición de Grable y Dailey juntos, y está basada en el libro homónimo de Miriam Young. Fue la película más exitosa de la carrera de Grable, que ganó más de 4 millones de dólares en taquilla.
Alfred Newman ganó el Óscar a la mejor canción original. También fueron nominados Josef Myrow por la música y Mack Gordon por la letra de la canción original (“You Do”), mientras que Harry Jackson fue nominado por la mejor fotografía en color.

## Reparto
- Betty Grable: Myrtle McKinley Burt
- Dan Dailey: Frank Burt
- Mona Freeman: Iris Burt
- Connie Marshall: Miriam Burt
- Vanessa Brown: Bessie
- Robert Arthur: Bob Clarkman
- Sara Allgood: Abuela McKinley
- William Frawley: Mr. Schneider